# Xylocopa togoensis
Xylocopa togoensis är en biart som beskrevs av Günther Enderlein 1903. Xylocopa togoensis ingår i släktet snickarbin, och familjen långtungebin. Inga underarter finns listade i Catalogue of Life.